# Pulkkisenmatala
Pulkkisenmatala est une petite île inhabitée de la baie de Botnie à Oulu en Finlande.

## Présentation
L'île est située à la frontière des quartiers d'Herukka et de Kello, à l'ancienne frontière municipale d' Oulu et Haukipudas) au sud de l'embouchure de la Kalimenoja.
L'eau autour de l'île est assez peu profonde au nord, mais s'approfondir bientôt à 6-8 mètres au sud. 
La distance entre l'île Pulkkisenmatala et Kellon Kraaseli est d' environ 700 mètres. 
La zone est riche en oiseaux.